# NK Prigorje Markuševec
Nogometni klub Prigorje Markuševec hrvatski je nogometni klub iz zagrebačkog naselja Markuševca. U sezoni 2024./25. natječe se u 1. Zagrebačkoj nogometnoj ligi.
Svoju trenersku karijeru ovdje je započeo Ante Čačić.

## Vanjske poveznice
- Profil, HNS Semafor